# Carl Wilhelm August Strandberg
Carl Wilhelm August Strandberg (manchmal auch Carl Vilhelm oder Karl Vilhelm geschrieben), Pseudonym Talis Qualis, manchmal Talis Qvalis geschrieben (* 16. Januar 1818 in Stigtomta, Gemeinde Nyköping; † 5. Februar 1877 in Stockholm) war ein schwedischer Autor und Journalist, sowie seit 1862 Mitglied der Schwedischen Akademie.

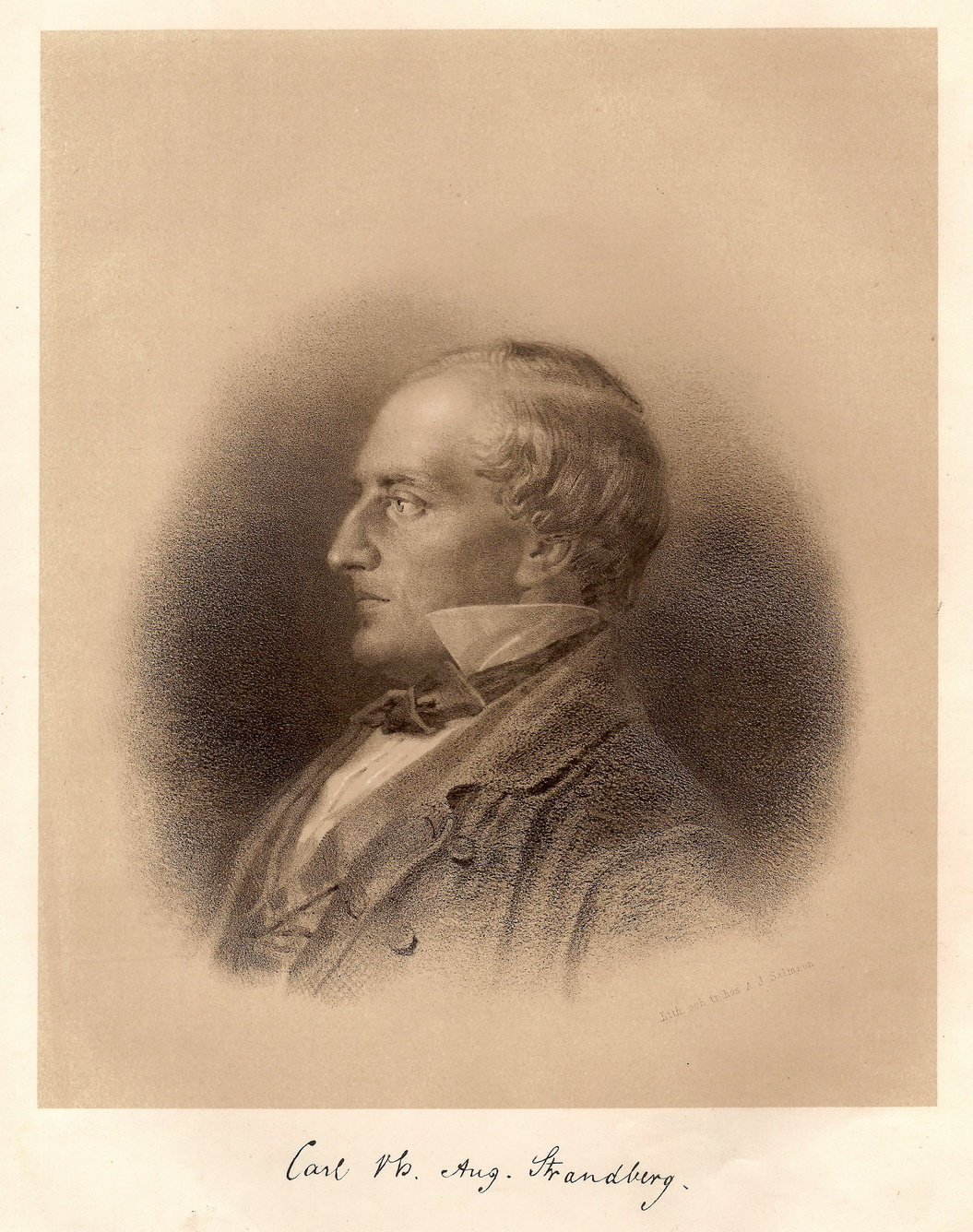
Carl W. A. Strandberg

## Leben
C. W. A. Strandberg begann 1837 zu studieren und erhielt 1847 seinen Abschluss in Jura. Im selben Jahr heiratete er. Er starb 1877 an seinem Schreibtisch sitzend – ein Schicksal, das auch seinen Nachfolger in der Schwedischen Akademie, Viktor Rydberg, ereilte. Strandberg schrieb 1844 den Text der schwedischen Königshymne Ur svenska hjärtans djup en gång. Der Grund dafür war nicht unbedingt Begeisterung für das Königshaus, sondern vielmehr der Wunsch, dass der König einen Angriffskrieg gegen Russland starten möge, um Finnland zurückzuerobern. Strandberg selbst hegte Sympathien für republikanische und revolutionäre Ideen.
Strandberg war einer der bekanntesten Skalden in der nachromantischen Zeit in Schweden. Sein erstes Gedicht war politisch geprägt und durch die politische Poesie des Jungen Deutschlands beeinflusst. Er verfasste es als Student in Lund und beschrieb darin mit stürmischen Ausdrücken das Freiheitsstreben der jungen Menschen und die Sympathie für das unterdrückte Volk, was in den 1840er-Jahren viele Schweden bewegte, genauso wie der Hass gegen Russland.
Nach und nach schuf er sich seinen eigenen Stil, der, ähnlich Johan Ludvig Runebergs Stil, durch klangvolle, teilweise drastische Ausdrücke geprägt war, jedoch auch eine gewisse Kürze hatte. Seine erste Gedichtesammlung erschien unter dem kriegerischen Titel Sånger i panser (Lieder im Panzer) und enthielt viele glühende, rücksichtslose Gedichte, z. B. Vaticinum, welches, wie viele andere, zum Krieg gegen den „Goliat der Welt“ (Russland) aufrief (Finnland, ich möchte rufen). Zu dieser Sammlung gehörte auch das Königslied.
Nach dieser Gedichtesammlung folgten Vilda rosor (Wilde Rosen) und weitere, die sich jedoch später zu mehr Reife entwickelten und sich zu dem maßvollen Realismus Runebergs hinentwickelten. Neben eigenen Gedichten übersetzte Strandberg auch ausländische Gedichte ins Schwedische, unter anderem die Gedichte von Lord Byron.

## Werke
- Sånger i pansar (1845)
- Vilda rosor (1848)
- Dikter (1854, 1861)
- Samlade vitterhetsarbeten (1877–1878)